# Joeri Calleeuw
Joeri Calleeuw (Brugge, 5 augustus 1985) is een Belgisch wielrenner. 
In 2008 was Calleeuw de winnaar van de ronde van Senegal. In datzelfde jaar werd hij 2de op het Belgisch Kampioenschap wielrennen voor eliterenners zonder contract op de weg in La Roche-en-Andenne, na winnaar Davy Commeyne. 
In 2009 was hij eerste in het eindklassement van de ronde van Antwerpen.
In 2011 werd hij in Geel Belgisch kampioen bij de eliterenners zonder contract op de weg. Begin 2013 presteerde Calleeuw onder zijn niveau, te wijten aan een adervernauwing in zowel de linker- als rechterlies. Na een reeks delicate operaties kon hij eind 2013 de competitie hervatten. In 2014 reed hij zijn beste seizoen ooit. De bekroning volgde in het Belgisch Kampioenschap voor eliterenners zonder contract in Vossem, waar hij zijn 20ste overwinning van het seizoen behaalde.

## Belangrijkste overwinningen
2008

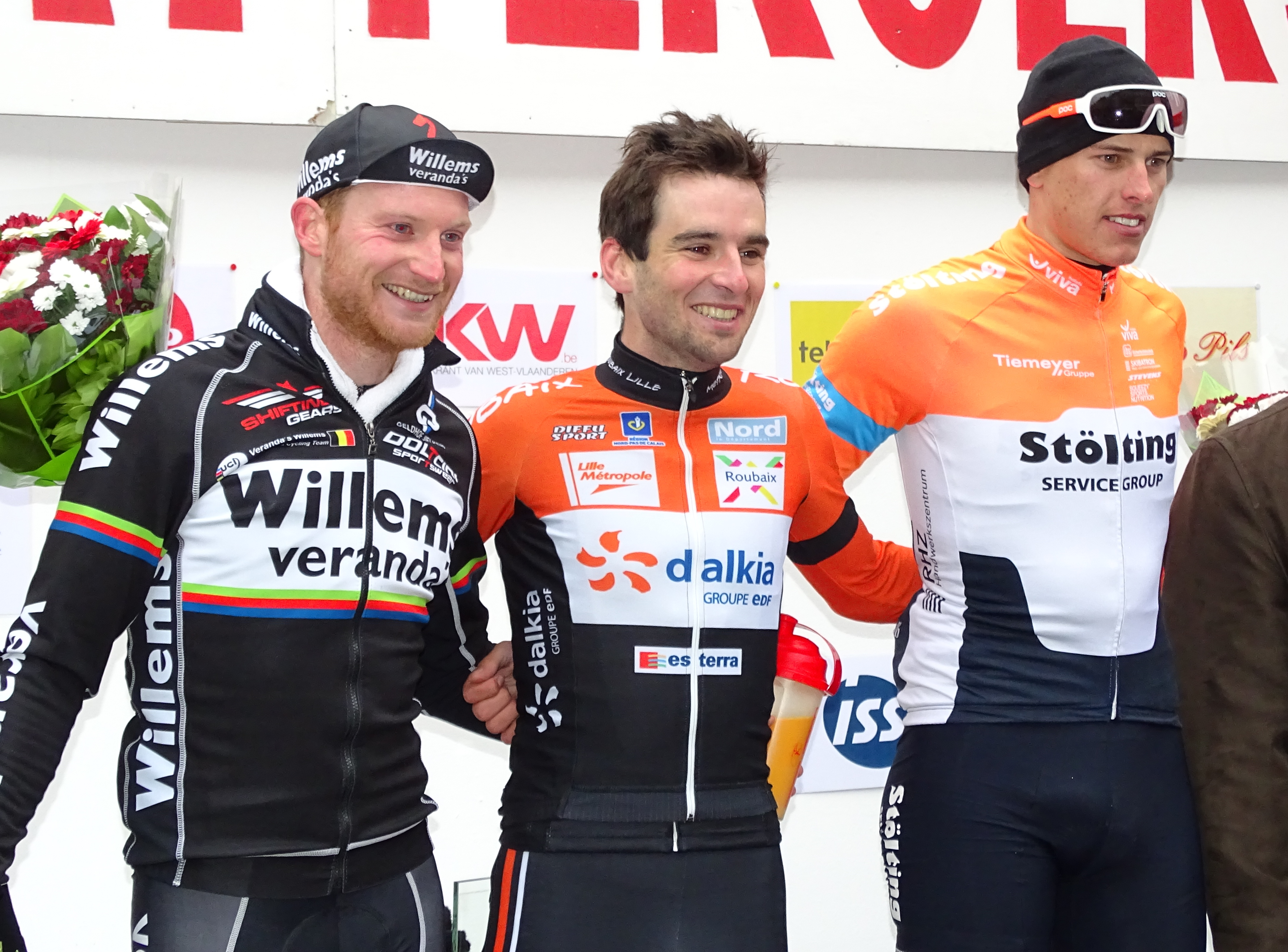
Kattekoers 2015 : Joeri Calleeuw (2), Baptiste Planckaert (1) & Nils Politt (3).

- Eindklassement Ronde van Senegal

2009
- Eindklassement Ronde van Antwerpen

2011
- BK Geel  Belgisch Kampioenschap elite zonder contract
- Memorial Noël Soetaert

2012
- 4e etappe Tour de Madagascar, Ambondromamy

2014
- BK Vossem  Belgisch Kampioenschap elite zonder contract
- Gent-Staden
- Grote Prijs van de Stad Geluwe
- 3de etappe in de Ronde van Namen
- 5de etappe in de Ronde van Namen
- Omloop van de Westhoek Ichtegem

2015
- 1e etappe Paris-Arras Tour (ploegentijdrit)
- Eindklassement Paris-Arras Tour
- 1e etappe Ronde van Midden-Nederland (ploegentijdrit)

## Resultaten in voornaamste wedstrijden
|      | \| Jaar \| Parijs-Tours \| \| ---- \| ------------ \| \| 2017 \| 114e \| |
| Jaar | Parijs-Tours                                                             |
| 2017 | 114e                                                                     |

## Ploegen
- 2008- Team Bouwkantoor Lippens - Deschuytter
- 2009-Jong Vlaanderen-Bauknecht
- 2010-Jong Vlaanderen-Bauknecht
- 2013-Ventilair-Steria
- 2014-Jielker Geldhof Cycling Team
- 2019-Wielerteam Decock-Van Eyck-Devos Kapoen